# Ferrisidea dentilobis
Ferrisidea dentilobis är en insektsart som först beskrevs av Cockerell 1898.  Ferrisidea dentilobis ingår i släktet Ferrisidea och familjen pansarsköldlöss. Inga underarter finns listade i Catalogue of Life.